# Amerikanische Lebensmittelpolitik im besetzten Deutschland

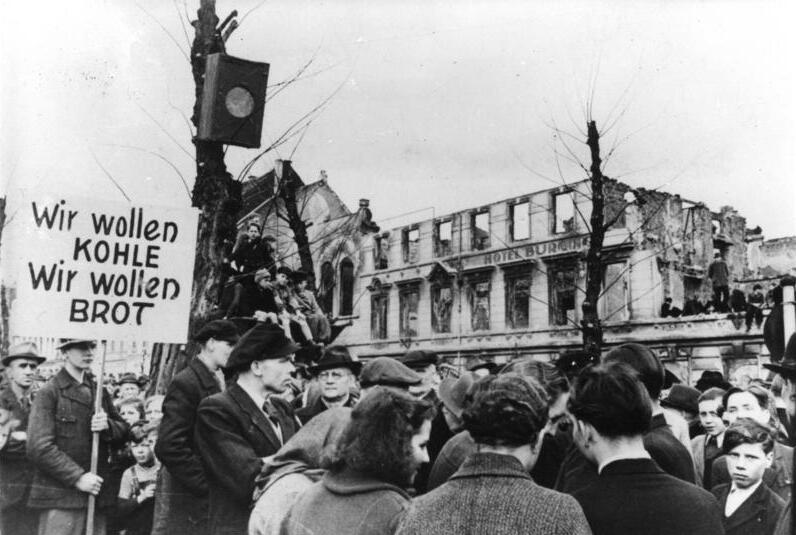
Der Hungerwinter 1947: Tausende protestieren gegen die katastrophale Lebensmittelsituation (31. März 1947)

Die Amerikanische Lebensmittelpolitik im besetzten Deutschland befasst sich mit der Lebensmittelpolitik der USA und in begrenztem Umfang auch mit der der anderen Alliierten in den westlichen Besatzungszonen Deutschlands (der amerikanischen Besatzungszone, der britischen Besatzungszone und der französischen Besatzungszone) in den ersten zwei Jahren der Nachkriegszeit in Deutschland.

## Hintergrund
Kurz vor Beginn des Zweiten Weltkriegs führte die deutsche Regierung die Rationierung von Lebensmitteln ein. Gelegentliche Lebensmittelengpässe während des Krieges förderten die Entwicklung eines Schwarzmarktes. Im Allgemeinen war die Versorgung mit Lebensmitteln ausreichend, besonders verglichen mit der Situation in einigen anderen europäischen Ländern, was auch auf die skrupellose Ausbeutung der besetzten Länder durch die deutsche Regierung zurückzuführen war, etwa durch die Leningrader Blockade bzw. den Hungerplan, der zum Hungertod von Millionen Menschen in den von Deutschland besetzten Gebieten der Sowjetunion führte, als Lebensmittel nach Deutschland sowie zu den deutschen Truppen in der Sowjetunion umgeleitet wurden, oder die deutsche Blockade, die zur niederländischen Hungersnot 1944/45 (Hongerwinter) führte. Die unzureichenden Nahrungsmittelrationen waren auch im Holocaust eingeplant und führten allein im Warschauer Ghetto zu Zehntausenden Todesfällen, und im Winter 1941/42 ließ die deutsche Wehrmacht etwa zwei Millionen sowjetische Kriegsgefangene verhungern.
Weit verbreitete Lebensmittelknappheit trat in Deutschland erst nach dem Kriegsende im Mai 1945 auf. Die Lebensmittelproduktion litt unter den Kriegsauswirkungen wie der Zerstörung von Anbauflächen, Viehbestand und Maschinen. Zudem kam es nach der Rückkehr der Zwangsarbeiter, die in Deutschland gearbeitet hatten, in ihre Heimat zu einem Arbeitskräftemangel. Durch eine Schlechtwetterperiode spitzte sich die Situation weiter zu. Als Folge konnte die deutsche Landwirtschaft für die Stadtbewohner nur Lebensmittel in einem Umfang von 1000 Kilokalorien Nährwert pro Tag und Person produzieren. In dieser Periode war die Versorgung mit Nahrungsmitteln in ganz Europa eingeschränkt, darunter in Großbritannien und Frankreich, was zu einer andauernden Lebensmittelrationierung führte.

## Planung für die Besatzung Deutschlands
Während der Planung für die Besatzung Deutschlands standen die Alliierten vor dem Problem, ob sie die Lebensmittelzuteilungen für das Land am Minimum bemessen sollten, das nötig war, um Krankheiten und politische Unruhen zu verhindern, oder an einem Niveau, das den Bedürfnissen der Einwohner voll gerecht wurde. Das Prinzip, dass die Deutschen keinen besseren Zugang zu Nahrungsmitteln haben sollten als das am stärksten betroffene Land der Alliierten, wurde eingeführt, aber in der Praxis nicht umgesetzt. Die Supreme Headquarters Allied Expeditionary Force legte als Maßstab für die Rationen ursprünglich 2600 Kilokalorien pro Tag fest. Dies entsprach dem Niveau der Rationen in Belgien und Frankreich und dem oberen Ende der Skala, die laut der United Nations Relief and Rehabilitation Administration als ausreichend galt.
Nach dem Beginn der Besatzung Deutschlands erwies es sich als unmöglich, Lebensmittel im geplanten Umfang bereitzustellen. Die Planer der Alliierten hatten das Ausmaß der Beschädigungen der deutschen Infrastruktur unterschätzt und die Fähigkeit der deutschen Bevölkerung, ihre eigenen Lebensmittel zu produzieren, überschätzt. Nachdem die von der deutschen Regierung während des Krieges angelegten Lebensmittelvorräte aufgebraucht waren, wurde die Bemessung der Lebensmittelrationen daher auf 1000 bis 1250 Kilokalorien pro Tag abgesenkt. Die meisten deutschen Zivilisten waren jedoch in der Lage, diese Rationen selbst zu ergänzen. Displaced Persons, darunter Holocaust-Überlebende, wurden großzügigere Rationen im Umfang von durchschnittlich 1600 bis 2000 Kilokalorien zugeteilt, einige dieser Personen hatten zudem Zugang zu anderen Quellen der Lebensmittelversorgung.

## Deutsche Kriegsgefangene
Nach der Kapitulation der Wehrmacht entschieden sich die USA, einen Großteil der deutschen Kriegsgefangenen als Disarmed Enemy Forces (DEF) einzustufen und nicht als offizielle Kriegsgefangene, wodurch sie unter dem Schutz der Genfer Konvention gestanden hätten und somit Anspruch auf die gleichen Nahrungsmittelmengen wie die US-amerikanischen Truppen gehabt hätten.
Die Lebensbedingungen dieser Gefangenen waren oft hart. Zahlreiche Kriegsgefangenenlager in Westdeutschland waren riesige, mit Stacheldraht eingezäunte Freiflächen ohne ausreichende Unterkünfte und andere grundlegende Einrichtungen, besonders in der Anfangszeit (s. Rheinwiesenlager). Da keine deutschen Vergeltungsmaßnahmen gegen alliierte Kriegsgefangene mehr zu befürchten waren, „gab es weniger Bemühungen, knappe Lebensmittel und Unterkünfte zu beschaffen, als das sonst der Fall gewesen wäre, und in der Folge starben Zehntausende Gefangene an Hunger und Krankheiten, die möglicherweise gerettet hätten werden können“.
Dem Internationalen Roten Kreuz wurde niemals gestattet, sich vollständig in den DEF-Lagern und den SEP-Lagern (SEP, „Surrendered Enemy Personnel“, war das britische Äquivalent zu den amerikanischen DEF) zu engagieren, und obwohl sich die Bedingungen allmählich verbesserten, starben allein in den französischen Lagern selbst nach konservativen Schätzungen 1945 über 16.500 Menschen.
Nach der deutschen Kapitulation durfte das Internationale Rote Kreuz keine Lebensmittelhilfen leisten oder Gefangenenlager besuchen. Nach Annäherungsversuchen an die Alliierten im Herbst 1945 wurde ihm aber gestattet, die Lager in der britischen Besatzungszone und in der französischen Besatzungszone zu inspizieren und den dort internierten Gefangenen zu helfen.
Am 4. Februar 1946 wurde dem Roten Kreuz auch gestattet, Gefangene in der amerikanischen Besatzungszone zu besuchen und ihnen zu helfen, oft allerdings nur mit sehr kleinen Mengen Lebensmitteln. Bei ihren Besuchen stellten die Delegierten fest, dass die deutschen Kriegsgefangenen oft unter entsetzlichen Bedingungen interniert waren. Sie machten die Behörden auf diesen Fakt aufmerksam und es gelang ihnen allmählich, einige Verbesserungen zu bewirken.

## Deutsche Zivilbevölkerung
Das Deutsche Rote Kreuz, das während des Krieges durch und durch nazifiziert worden war und dessen Leiter Ernst-Robert Grawitz eine bedeutende Rolle bei den medizinischen Experimenten an Juden und „Staatsfeinden“ spielte, wurde aufgelöst, und das Internationale Rote Kreuz sowie einige andere zugelassene internationale Hilfsorganisationen wurden durch die strengen Kontrollen von Warenlieferungen und Reisen an der Arbeit gehindert.
Schätzungen zufolge erhielt ein durchschnittlicher deutscher Zivilist in der amerikanischen und in der britischen Besatzungszone 1200 Kilokalorien pro Tag. Nichtdeutsche Displaced Persons erhielten dagegen durch Lebensmittelimporte und durch die Hilfe des Roten Kreuzes 2300 Kilokalorien.
Aus Angst vor einem Nazi-Aufstand erhielten die amerikanischen Besatzungskräfte den strengen Befehl, ihre Nahrungsmittel nicht mit der deutschen Bevölkerung zu teilen. Dieser Befehl galt auch für ihre Ehefrauen, die später während der Besatzungszeit nach Deutschland kamen. Die Frauen hatten den Befehl, ihren deutschen Dienstmädchen den Zugang zu jeglichen Lebensmittelresten zu verwehren, „das Essen musste vernichtet oder ungenießbar gemacht werden“, wenngleich viele Hausfrauen diese offiziellen Befehle angesichts der hungernden deutschen Bevölkerung missachteten. Einer amerikanischen Geheimdienstuntersuchung zufolge soll ein deutscher Universitätsprofessor jedoch gesagt haben: „Ihre Soldaten sind freundliche, gute Botschafter, doch sie sorgen für unnötigen Groll, wenn sie übriggebliebenen Kakao, der in unseren Krankenhäusern dringend benötigt wird, in den Ausguss schütten. Das macht es mir schwer, die amerikanische Demokratie unter meinen Landsleuten zu verteidigen“.
Anfang 1946 gestattete der amerikanische Präsident Harry S. Truman ausländischen Hilfsorganisationen, nach Deutschland zu reisen, um sich ein Bild von der Ernährungssituation zu machen. Mitte 1946 wurde es nichtdeutschen Hilfsorganisationen erlaubt, hungernden deutschen Kindern zu helfen. Am schlimmsten wurde die Ernährungslage im sehr kalten Winter 1946/47, als die Deutschen pro Tag nur 1000 bis 1500 Kilokalorien aufnahmen, eine Situation, die durch den schweren Mangel an Heizmaterial noch erschwert wurde. Ein Erwachsener in den USA nahm durchschnittlich 3200 bis 3300 Kilokalorien, in Großbritannien 2900 Kilokalorien und in der amerikanischen Armee 4000 Kilokalorien zu sich.
Über die genauen Auswirkungen der Lebensmittelkrise auf die Gesundheit und die Sterblichkeit der Deutschen gab es unterschiedliche Ansichten. Herbert Hoover berichtete im Herbst 1946 über die amerikanische und die britische Besatzungszone, dass Hunger bei Deutschen über 70 Jahren zu einem Anstieg der Sterblichkeit um 40 % geführt hatte. John Farquharson führt dagegen Statistiken an, die darauf hinweisen, dass durch Hunger verursachte Ödeme 1946/47 selten vorkamen. Dem British Medical Journal zufolge war die Sterblichkeit in der britischen Besatzungszone bis Juni 1946 höher als in der Vorkriegszeit, danach fiel die Sterberate unter das Niveau von 1938. Nachdem klar war, dass die Sterblichkeit nicht steigen würde, wie die Nazis während des Krieges angedroht hatten, wurden die Lebensmittelkontrollen gelockert.
Der Historiker Nicholas Balabkins bemerkt, dass die Pläne der Alliierten zur Beschränkung der deutschen Stahlproduktion und ihre Kontrolle darüber, wohin die Kohle- und Stahlproduktion geliefert wurde, bewirkten, dass Angebote westeuropäischer Länder, Lebensmittel im Tausch gegen dringend benötigte deutsche Kohle und Maschinen zu liefern, abgelehnt wurden. Weder Italien noch die Niederlande konnten das Gemüse, das sie in der Vergangenheit an Deutschland verkauft hatten, verkaufen, sodass in der Folge ein beträchtlicher Anteil der Ernte vernichtet werden musste. Dänemark bot 150 Tonnen Schmalz pro Monat an, die Türkei bot Haselnüsse an, Norwegen bot Fisch und Fischöl an und Schweden bot beträchtliche Mengen an Fett an. Die Alliierten waren jedoch nicht bereit, den Deutschen Handel zu gestatten.
Eine weitere Folge der Politik der Alliierten der „Deindustrialisierung“ war ein drastischer Rückgang an verfügbaren Düngemitteln für die deutsche Landwirtschaft, was zu einem weiteren Absinken der Kapazität der Lebensmittelproduktion führte
Die Kindersterblichkeit war in Deutschland bis fast zum Jahresende 1948 doppelt so hoch wie in anderen westeuropäischen Staaten.
Die angemessene Ernährung der deutschen Bevölkerung im besetzten Deutschland war eine rechtliche Verpflichtung der Alliierten nach Artikel 43 der Haager Landkriegsordnung von 1907.

## JCS 1067
Das „Handbook for Military Government in Germany“, ein Dokument der Besatzungszeit, das eine rasche Wiederherstellung des normalen Lebens in Deutschland und den Wiederaufbau Deutschlands befürwortete, lag im August 1944 vor. Der US-amerikanische Finanzminister Henry Morgenthau, Verfasser des Morgenthau-Plans, der sich für die Teilung und Deindustrialisierung Deutschlands einsetzte, machte den amerikanischen Präsidenten Franklin D. Roosevelt damit bekannt, der es enthusiastisch mit folgenden Worten begrüßte:

“Too many people here and in England hold the view that the German people as a whole are not responsible for what has taken place – that only a few Nazis are responsible. That unfortunately is not based on fact. The German people must have it driven home to them that the whole nation has been engaged in a lawless conspiracy against the decencies of modern civilization.”

„Hier und in England sind zu viele Menschen der Ansicht, dass die Deutschen als Ganzes nicht für das verantwortlich sind, was geschehen ist – dass nur ein paar Nazis verantwortlich sind. Das entspricht leider nicht den Tatsachen. Es muss den Deutschen bewusst gemacht werden, dass das gesamte Land an einer gesetzlosen Verschwörung gegen die Regeln der modernen Zivilisation beteiligt war.“

Nach dem Widerstand einiger Mitglieder US-amerikanischen Regierung wurde jedoch ein revidiertes Dokument entworfen, die Direktive der amerikanischen Joint Chiefs of Staff 1067 (JCS 1067). Darin wurde der Militärregierung des besetzten Deutschlands befohlen „...keine Schritte in Richtung des wirtschaftlichen Wiederaufbaus Deutschlands oder mit dem Ziel der Erhaltung oder Stärkung der deutschen Wirtschaft zu unternehmen“ sowie Hunger, Krankheiten und zivile Unruhen auf einem so niedrigen Niveau zu halten, dass sie keine Gefahr für die Besatzungstruppen bilden würden.
Am 20. März 1945 wurde Präsident Roosevelt gewarnt, dass der JCS 1067 nicht hart genug war, er würde die Deutschen „in ihrem eigenen Saft schmoren lassen“. Roosevelt Antwort lautete: „Lasst sie Suppenküchen haben! Lasst ihre Wirtschaft untergehen!“ Auf die Frage, ob er wollte, dass die Deutschen hungern, antwortete er: „Warum nicht?“
Im August 1945 war General Lucius D. Clay zunehmend über die humanitäre und politische Situation in dem Gebiet in seiner Verantwortung besorgt. Er sagte: „Es gibt keine Wahl, ob man ein Kommunist mit 1500 Kilokalorien am Tag oder ein Anhänger der Demokratie mit 1000 Kilokalorien ist“.
Zwei Jahre später, im Juli 1947, wurde der JCS 1067 abgeschafft und durch den JCS 1779 ersetzt, der vermerkte, dass „ein geordnetes, prosperierendes Europa die wirtschaftlichen Beiträge eines stabilen, produktiven Deutschlands benötigt“.
General Clay schrieb später in seinen Memoiren, „dass es keinen Zweifel gebe, dass der JCS 1067 den Karthagischen Frieden im Sinn hatte, der unsere Operationen in Deutschland während der ersten Monate der Besatzung prägte.“

## Auswirkungen
Nicholas Balabkins sieht die Politik der Alliierten in einem positiven Licht und behauptet, dass die amerikanischen Lebensmittellieferungen das Leben von „Millionen Deutschen“ retteten, obwohl bis ins Jahr 1948 Lebensmittelknappheit herrschte. Balabkins merkt auch an, dass die verteilten Lebensmittelrationen schlecht zusammengesetzt waren „und beträchtlich unter dem minimalen Ernährungsstandard“ lagen, ohne Zugang zu Lebensmitteln aus anderen Quellen wären die Empfänger letztendlich verhungert. Balabkins zitiert auch eine Behörde, die erklärte, dass die Rationen „auf einem Niveau lagen, dass recht schnell zum Verhungern führte“.